# Markus Suttner
Markus Suttner (ur. 16 kwietnia 1987 w Hollabrunn) – austriacki piłkarz występujący na pozycji obrońcy w niemieckim klubie Fortuna Düsseldorf.